# Compañía de Tranvías Anglo Argentina

Plano de las líneas tranviarias de la CTAA en la Ciudad de Buenos Aires en 1938.

La Compañía de Tranvías Anglo Argentina (CTAA), también conocida como la anglo, fue una empresa de transporte argentina creada en diciembre de 1876. En 1907 fue absorbida por un holding internacional y dos años después ya era considerada la empresa más grande del país.[cita requerida]
Fue la primera compañía en obtener una concesión para la construcción de un ferrocarril subterráneo en Argentina, presentando un proyecto en 1909. El mismo constaba de cuatro líneas numeradas como I, II, III y IV. La línea I correría entre Plaza de Mayo y Plaza Once, la II entre Retiro y Constitución, la III entre Plaza de Mayo y Belgrano y la IV entre Plaza Once y la plaza Primera Junta. En ese momento, la empresa era propietaria del 80% de los 875 kilómetros de vías tranviarias que había en Buenos Aires y de 3000 de los 4000 coches que formaban la flota total de tranvías eléctricos de la época.
Aunque surgieron controversias y contratiempos, ya que no existía aún un consenso sobre si la municipalidad de la Ciudad de Buenos Aires podía realizar la concesión de una obra en el subsuelo o este estaba reservado al gobierno nacional, el cual ya había considerado un proyecto similar en 1907. A mediados de 1911 se resolvió que la municipalidad tenía jurisdicción sobre el primer nivel del subsuelo, dejando los niveles inferiores a la Nación. Bajo estos términos se empezaron las obras de la línea I el 15 de septiembre de 1911, tras fusionarla con la línea IV, y el gobierno nacional aprobó en 1912 la construcción de la que sería posteriormente conocida como Línea B, concesionada a la familia Lacroze. Esto requirió, a su vez, un acuerdo entre la Compañía de Tranvías Anglo Argentina y el Ferrocarril Oeste de Buenos Aires para evitar el choque de intereses, llegando al acuerdo de que la primera se encargaría únicamente del transporte se pasajeros y la segunda del transporte de cargas.
El primer tramo se inauguró el 1 de diciembre de 1913, aunque las obras continuaron hasta el 1 de julio de 1914. Sin embargo, el estallido de la Primera Guerra Mundial obligó a detener el proyecto y, finalmente, las líneas II y III jamás se construyeron. Para cumplir con una de las cláusulas del contrato de concesión, entre el 3 de junio de 1915 y el 31 de diciembre de 1926 funcionó un sistema mixto subte-tranvía, utilizando la estación Primera Junta como conexión entre ambas redes.